# Liste der Gemeindeverbände im Département Yonne
Das Département Yonne liegt in der Region Bourgogne-Franche-Comté in Frankreich. Es untergliedert sich in 16 Gemeindeverbände.
Siehe auch: Liste der Gemeinden im Département Yonne

## Gemeindeverbände

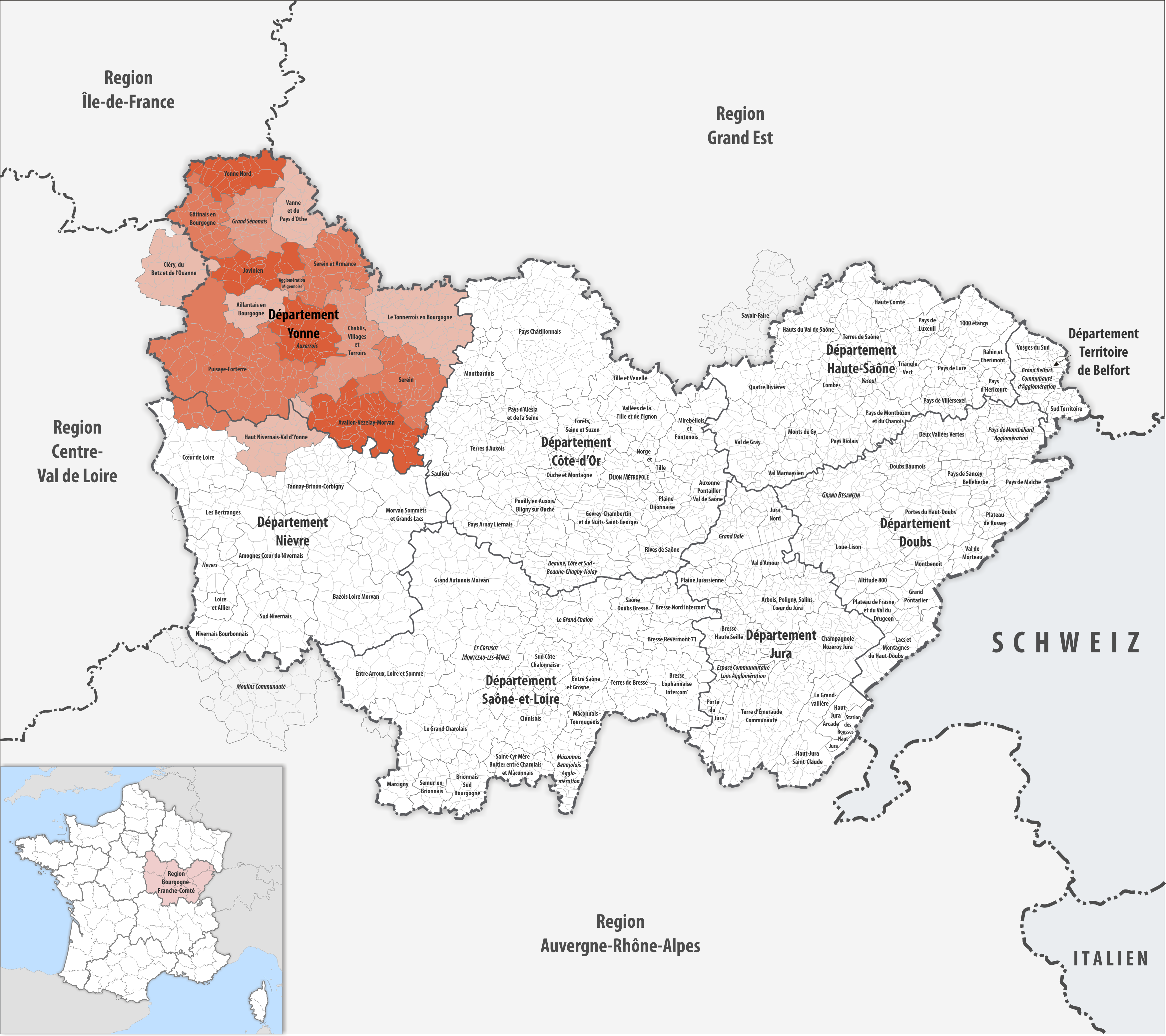
Gemeindeverbände im Département Yonne

| Gemeindeverband              | Gemeinden im Départ./Verband | Einwohner 1. Januar 2022 | Fläche km² | Dichte Einw./km² | SIREN- Nummer | Rechtsform                 | Gründungsdatum    |
| ---------------------------- | ---------------------------- | ------------------------ | ---------- | ---------------- | ------------- | -------------------------- | ----------------- |
| Agglomération Migennoise     | 8/8                          | 14.353                   | 64,20      | 224              | 248 900 383   | Communauté de communes     | 26. Dezember 2001 |
| Aillantais en Bourgogne      | 13/13                        | 10.116                   | 264,96     | 38               | 248 900 524   | Communauté de communes     | 30. Dezember 1993 |
| Auxerrois                    | 29/29                        | 68.012                   | 434,03     | 157              | 200 067 114   | Communauté d’agglomération | 24. Oktober 2016  |
| Avallon-Vézelay-Morvan       | 48/48                        | 18.488                   | 721,41     | 26               | 200 039 758   | Communauté de communes     | 1. Januar 2014    |
| Cléry, Betz et l’Ouanne      | 1/23                         | 20.042                   | 499,10     | 40               | 200 067 668   | Communauté de communes     | 9. September 2016 |
| Chablis Villages et Terroirs | 36/36                        | 14.638                   | 591,53     | 25               | 200 067 080   | Communauté de communes     | 24. Oktober 2016  |
| Gâtinais en Bourgogne        | 26/26                        | 17.619                   | 403,54     | 44               | 248 900 748   | Communauté de communes     | 9. Juni 1997      |
| Grand Sénonais               | 27/27                        | 59.911                   | 375,15     | 160              | 248 900 334   | Communauté d’agglomération | 31. Dezember 2001 |
| Haut Nivernais-Val d’Yonne   | 4/30                         | 11.845                   | 501,49     | 24               | 200 067 429   | Communauté de communes     | 14. November 2016 |
| Jovinien                     | 19/19                        | 20.500                   | 350,36     | 59               | 248 900 938   | Communauté de communes     | 17. Dezember 2002 |
| Le Tonnerrois en Bourgogne   | 52/52                        | 15.138                   | 773,94     | 20               | 200 039 642   | Communauté de communes     | 1. Januar 2014    |
| Puisaye-Forterre             | 51/57                        | 33.562                   | 1.753,78   | 19               | 200 067 130   | Communauté de communes     | 25. Oktober 2016  |
| Serein                       | 35/35                        | 7.043                    | 569,15     | 12               | 200 039 709   | Communauté de communes     | 1. Januar 2014    |
| Serein et Armance            | 29/29                        | 23.421                   | 469,58     | 50               | 200 067 304   | Communauté de communes     | 24. Oktober 2016  |
| Vanne et Pays d’Othe         | 22/22                        | 8.609                    | 401,19     | 21               | 248 900 664   | Communauté de communes     | 29. Dezember 1994 |
| Yonne Nord                   | 23/23                        | 24.434                   | 368,85     | 66               | 248 900 896   | Communauté de communes     | 19. Dezember 2000 |